# Carte d'identité électronique
La carte d'identité électronique, parfois désignée par l'anglicisme electronic IDentity (eID), est un type de carte d'identité mise en place dans de nombreux pays. Celle-ci est constituée d’une carte à puce qui contient toutes les informations nécessaires et apparentes sur les anciennes. 

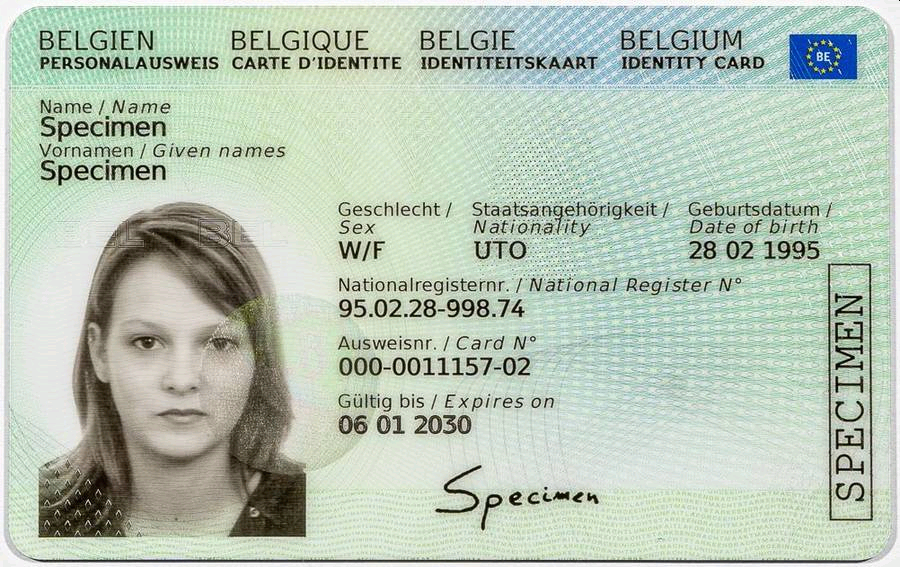
Carte d'identité belge.

## Europe
Le 2 août 2021, tous les pays membres de l'Union européenne doivent avoir adopté une carte d'identité au format « carte bancaire » électronique intégrant deux empreintes digitales et une photo d'identité,.

### Belgique
La première carte d'identité électronique belge a été introduite en 2003 et généralisée à toutes les nouvelles cartes d'identité en 2004.